# William Dorsey Pender
Pour les articles homonymes, voir Pender.
William Dorsey Pender, né le 6 février 1834 dans le comté d'Edgecombe et mort le 18 juillet 1863 à Staunton, est un officier de carrière de l'armée des États-Unis qui est devenu l'un des plus jeunes officiers de l'armée des États confédérés pendant la guerre de Sécession.

## Avant la guerre
Il est diplômé de l'académie militaire de West Point en 1854.

## Guerre de Sécession
Il participe à la bataille de Sept Jours, la Seconde bataille de Bull Run, la bataille de Fredericksburg ou encore la bataille de Chancellorsville.
Il trouve la mort lors de la bataille de Gettysburg.

## Postérité
Le comté de Pender est nommé en son honneur. Pendant la Seconde Guerre mondiale, un liberty ship portera son nom.